# Festival SICA
Pour les articles homonymes, voir Bénin Golden Awards.
Festival SICA en forme longue Stars de l’Intégration Culturelle Africaine (SICA) est un événement culturel , artistique et touristique d'intégration de portée annuelle, qui met en compétition nos talents artistiques, doté de remise de prix d'excellence, créé en 2002 par le béninois ALLI Wassi alias Sissy, Il est aussi le Promoteur de Bénin Golden Awards (BGA), dont l'objectif est de récompenser les artistes qui fusionne harmonieusement les sonorités  traditionnelles et modernes 

## Historique
Lancé en 2001 par Golden International Promotion après le succès de Bénin Golden Awards, cet événement culturel et artistique a pour objectif de favoriser le dialogue interculturel et d'intégrer les traditions africaines dans les musiques contemporaines. Conçu comme une plateforme dédiée à la valorisation des expressions artistiques, il œuvre pour le rapprochement des cultures et promeut la musique comme un outil de paix et de cohésion sociale.

## Historiques des éditions
Les premières éditions se sont passés à Cotonou au Bénin jusqu'à la 14 édition avant de s'étendre dans d'autres pays
2019ː 13e édition, du 22 au 28 Avril en Guinée Conakry sous le thème  Intégration Culturelle Africaine, défis et perspectives, la promotion de la Culture Africaine, à travers les sonorités musicales modernes d’inspirations traditionnelles,.
2022ː 16e édition, du 1 au 6 novembre   à Bujumbura au Burundi sous le thème ː Les nouveaux défis et perspectives de l'intégration culturelle africaine,.
2023ː La 17e édition, du 5 au 14 novembre à Yaoundé au  Cameroun, sous le thème: L’artiste, vecteur de l'intégration culturelle africaine, Son rôle,
2024ː La 18e édition s'est tenue à Libreville au Gabon, du 4 au 10 novembre 2024, sous le thème:  L’impact éducatif de l'artiste au sein de la société ,.
L'édition de 2025 est prévu en Guinée équatoriale.

## Prix décernés aux lauréats
Les prix décernés concernent les catégories suivantes,,:
- Prix du Public
- Prix fair-play
- Meilleur clip vidéo
- Meilleur présentateur live
- Meilleur influenceur d'Afrique
- Meilleure musique moderne d’inspiration traditionnelle
- Et d'autres prix spéciaux